# David Lee Myers
David Lee Myers (* 24. Februar 1949) ist Musiker im Bereich der experimentellen elektronischen Musik und lebt in New York City.

## Musikalischer Werdegang
In den 1960er Jahren spielte er in einer Rockband, bevor er sich auf die klanglichen Möglichkeiten von Feedback und Effekten konzentrierte. Als Einflüsse der frühen Veröffentlichungen können Robert Fripp (insbesondere die von ihm entwickelten Frippertronics) und Brian Eno gelten. Myers baute sich selbst ein modulares Effektrack, mithilfe dessen er in der Lage war, unterschiedliche Manipulationen von Feedback Effekten einzustellen, durch das die Feedback-Qualitäten zum Teil wie Synthesizer, Rhythmusboxen, Industriegeräusche oder Ambient Drones klingen (Feedback-Maschinen).
Von 1987 bis 1994 trat er unter dem Namen Arcane Device auf. Seine Musik entstand bereits zu dieser Zeit hauptsächlich auf der Grundlage von Feedback-Techniken (manipuliertem Feedback). Arcane Device entwickelten sich, wenn auch nicht linear, von nahezu unerträglichem Noise (Diabolis Ex Machina, 1987) bis hin zu regulärem Ambient (Envoi In Cumin, bereits 1994).
Engines of Myth erschien auf Recommended, nachdem Myers 1987 eine Kassette mit seinen ersten Experimenten an Chris Cutler geschickt hatte, der zu der Zeit als Gründungsmitglied von u. a. Henry Cow auch Kopf von Recommended war. In den nächsten Jahren wurde seine Musik von verschiedenen unbekannten Independent Labeln veröffentlicht, bis schließlich Staalplaat und er selbst sich mit seinem Label Pulswidth Records darum kümmerten.

## Musik und Visuals
Insgesamt veröffentlichte er (zum Teil auch unter seinem bürgerlichen Namen) etwa zwanzig Tonträger auf Labels wie Generator, Recommended Records, Silent, RRRecords, Staalplaat. Die Veröffentlichungen waren nicht an Studioaufnahmen gebunden, sondern oft Wiedergaben von Livesets und Improvisationen.
Seit 1991 beschäftigt er sich zunehmend auch mit der visuellen Umsetzung seiner Ideen. Er spricht in diesem Zusammenhang von einer (sehr geringen) „Bandweite“ menschlicher Wahrnehmung innerhalb des elektromagnetischen Spektrums, die die Kombination akustischer und visueller Komponenten nahelegt. Ein Oszilloskop ist hier eines seiner wichtigsten Instrumente. Die Bilder, die von Hand entstehen – Übersetzungen seiner digitalen Kompositionen – nennt er „Feedback Impressions“.

## Feedback-Maschinen
David Lee Myers Umgang mit den Feedback-Maschinen bringt er selbst auf seiner Webseite am besten auf den Punkt:

„The outputs of electronic devices - particularly those intended to create a modification of some kind to an audio signal, such as time delays - are fed, via custom-built mixers, to their own inputs. In this way, these devices never receive signals from the 'outside world', and instead feed on a diet of their own product. A whole new function of these devices appears, bearing little relation to their intended purposes. The way I envision it, the devices are provided the opportunity to 'sing their own songs'; the resulting sounds represent nothing other than the free circulation of electrons within. In effect, these sounds come from nothing, and more than one observer has proclaimed them to arise 'from the ether'.“

„Die Outputs der elektronischen Geräte – besonders solcher, die dafür da sind, irgendeine Art der Veränderung zu einem Audiosignal hinzuzufügen, wie zum Beispiel Delays – werden durch normale Mixer mit ihrem eigenen Signal gefüttert. Auf diese Weise bekommen diese Geräte niemals Signale von der ‚Außenwelt‘, sondern stattdessen ein diätisches Ergebnis ihrer eigenen Produkte. Eine völlig neue Funktion dieser Geräte taucht auf, die wenig mit ihren eigentlichen Zwecken zu tun hat. So wie ich das sehe, kriegen die Geräte damit die Möglichkeit, ‚ihre eigenen Songs zu singen‘; die Resultate repräsentieren nichts anderes als die freie Zirkulation von innewohnenden Elektronen. Tatsächlich kommen diese Sounds von nirgendwo her und einige Hörer haben sich derart geäußert, dass sie ‚aus dem Äther‘ kommen.“

## Perzeption als kreativer Impuls
Er versteht sich dabei nicht als Agens der musikalischen wie visuellen Resultate und legt den Schwerpunkt des Schaffens auf die Erschließung von Eindrücken aus unbekannten Welten:

„Essentially, I do not make sounds or draw pictures, but allow latent or unseen forces and processes to present themselves via simple technologies. I select the methods, set the stage, and as the phenomena emerge I of course introduce my own aesthetic judgements to the mix. Therefore the sounds and visuals which are presented are neither completely random science nor the gesture of an artist's hand, but something between the two, and I believe this to be the most effective approach toward evoking meaningful impressions of unseen worlds.“

„Eigentlich mache ich selbst nicht die Sounds oder Bilder, ich erlaube latenten oder unsichtbaren Kräften und Prozessen sich anhand von einfachen Technologien selbst darzustellen. Ich wähle die Methoden, zeige was möglich ist, und wenn die Ereignisse entstehen, reagiere ich natürlich mit meinen eigenen ästhetischen Urteilen auf das Geschehen. Deshalb sind die Ergebnisse niemals rein zufällig oder aber eine Geste des Künstlers, sondern dazwischen. Ich glaube, dass das einer der vielversprechendsten Ansätze ist, um interessante Eindrücke unbekannter Welten zu gewinnen.“

## Kollaborationen
David Lee Myers spielte und spielt mit Kim Cascone und Asmus Tietchens sowie Tod Dockstader, Marco Oppedisano, Vidna Obmana und Ellen Band. 1994 pausierte er, um 1998 mit diversen Projekten auch unter seinem eigenen Namen wieder aufzutreten.

## Diskografie
- Devices 1987-2007 double CD (Monochrome Vision 2007)
- Engines of Myth CD reissue (Recommended Records 2003)
- Envoi In Cumin CD (PlayLoud 1994)
- Trout CD (Silent Records 1993)
- Diabolis Ex Machina CD (Staalplaat 1992)
- Also Sprach Zarathustra CD (Anckarstrom 1990)
- Engines of Myth LP (Recommended Records 1988)
- Ether Music (2017)